# Podobeno
Podobeno este o localitate din comuna Gorenja vas - Poljane, Slovenia, cu o populație de 51 de locuitori.